# Verlan
Verlan er en fransk form for argot. Ord i verlan dannes ved at bytte rundt på bogstaverne og eventuelt tilføje eller fjerne nogle bogstaver (Bakke snagvendt, røversprog). Ordet verlan er et eksempel på det som en omskrivning af ordet l'envers (bagsiden). Den nuværende form for verlan opstod i slutningen af det 20. århundrede i forstæderne til de franske storbyer. Skikken med at bytte rundt på bogstaver for at skabe et kodesprog, som i lingvistikken kaldes metatese, kendes allerede i 1200-tallet, hvor det bl.a. forekommer i sagnet Tristan og Isolde.
Vittigheden om kunden, der efter jul klagede til sin slagter: "Det var en trist and, I solgte!" er ikke et eksempel på Verlan, men på ordspil.

## Eksempler på ord
| Oprindeligt ord | Modifikation af sidste vokal | Opdeling | Inversion | Forkortet / Nyt ord |
| --------------- | ---------------------------- | -------- | --------- | ------------------- |
| américain       |                              |          |           | ricain/cainri       |
| arabe           | arabeuh                      | ara-beuh | beuh-ara  | beur, rebeu         |
| chinois         |                              |          | noi-chi   | noiche              |
| copine          |                              | co-pine  | pine-co   | pineco              |
| femme           |                              |          | meu-fe    | meuf                |